# Anancylus arfakensis
Anancylus arfakensis är en skalbaggsart som beskrevs av Stefan von Breuning 1959. Anancylus arfakensis ingår i släktet Anancylus och familjen långhorningar. Inga underarter finns listade i Catalogue of Life.